# Conversió lògica
Es diu  convertir una proposició , en referència al que tradicionalment han estat els judicis aristotèlics, a la substitució dels termes entre si. O dit més clarament canviar el subjecte pel predicat.
S és P {\displaystyle \rightarrow } queda convertida en {\displaystyle \rightarrow } P és S.
Aristòtil va estudiar la conversió, aplicant-la fins i tot als judicis modals, però en la lògica actual no s'accepta la doctrina tradicional en ser considerada la proposició des d'un altre punt de vista completament diferent, com a funció proposicional.
Atès que hi ha quatre classes de judicis aristotèlics, A, E, I, O, en cada cas la conversió produeix diferents efectes a cada una.

## Formes de conversió
Es distingeixen 3 formes de conversió:
- Simple  (simpliciter): canvia el subjecte pel predicat mantenint l'extensió dels termes.

Alguns S són P {\displaystyle \rightarrow } Alguns P són S
 Alguns andalusos són morenos  {\displaystyle \rightarrow }  Alguns morens són andalusos 
La conversió simple en els judicis E i I és legítima, és a dir produeix un judici equivalent, amb el mateix valor de veritat.
D'aquesta manera la conversió d'una proposició I o E implica que la conversa és vertadera si i només si la convertida també ho és, per tant, els lògics moderns consideren que aquesta operació no és tal, sinó una  inferència immediata .
- Per accidens : A la que canvia l'extensió.

És possible en els judicis A
Tots els S són P {\displaystyle \rightarrow } Algun P és S
 Tots els andalusos són espanyols  {\displaystyle \rightarrow }  Alguns espanyols són andalusos 
Operació no acceptable en la lògica moderna, ja que el que pot ser vàlid pel que fa a classe, no és aplicable a individus existents, per la qual cosa caldria afegir  suposant l'existència d'individus pertanyents a les classes . El judici aristotèlic suposa un predicat per atribució al subjecte, donant per suposada l'existència. Per això la lògica de predicats inclou necessàriament la quantificació existencial.
- Per subalternación : Si un judici donat és universal i veritable el particular també.

- Per contraposició : Subjecte i predicat es converteixen mitjançant la negació a cada un dels termes invertits.

La conversió només és possible quan la conversió d'un terme en tant que subjecte manté la mateixa extensió que el terme tenia quan era predicat. En un altre cas es produeixen sofismes.
Així Algun S és P {\displaystyle \rightarrow } no és convertible en {\displaystyle \rightarrow } Cap P és no-S
Però sí que ho admet:
Cap S és P {\displaystyle \rightarrow } Cap P és S
 Cap andalús és italià  {\displaystyle \rightarrow }  Cap italià és andalús 
- Els judicis O no admeten l'operació de conversió lògica .